# لاستيباسي
لاستيباسي (بالإيطالية: Lastebasse)‏ هي مدينة في مقاطعة فشنزة بمنطقة فنيتة، شمال إيطاليا.